# Eva Randová
Eva Randová (* 31. prosince 1936 Kolín) je česká operní pěvkyně, mezzosopraniska.
Vystudovala gymnázium v Ústí nad Labem a poté Pedagogickou fakultu, obor matematika a tělesná výchova. Zpěv studovala u Jitky Švábové, nejprve v Ústí nad Labem (v letech 1952 až 1959) a poté na pražské konzervatoři (1959 až 1960).
Postupně působila v Městském divadle v Kolíně a v Ostravě. V roce 1968 byla krátce členkou opery Národního divadla v Praze. Po roce zpívala v Norimberku a od září 1970 se stala členkou Státní opery ve Stuttgartu. V letech 1986 až 1994 vystupovala v londýnské královské opeře Covent Garden. V letech 1995 až 1998 působila jako ředitelka Státní opery v Praze. S publikem se tam rozloučila slavnostním galavečerem 29. června 1998.

## Metropolitní opera
V letech 1981, 1987 a 1999 vystoupila v Metropolitní opeře v New Yorku. Debutovala zde jako Fricka ve Wagnerově opeře Zlato Rýna dne 22. září 1981. V roce 1987 zde zpívala roli Venuše v Tannhäuserovi. V roce 1999 zpívala roli Kabanichy (Marfa Ignatěvna Kabanová) v Janáčkově Kátě Kabanové, naposledy 16. ledna 1999.